# Lista de representantes da Índia ao Oscar de melhor filme internacional
Lista de filmes indianos concorrentes à indicação ao Oscar de melhor filme internacional (anteriormente conhecido como Oscar de melhor filme estrangeiro).  O prêmio é concedido anualmente pela Academia de Artes e Ciências Cinematográficas.
O concorrente da Índia é escolhido pela Federação de Cinema da Índia,

## Filmes inscritos
| Ano (Cerimônia)    | Título em português          | Título em inglês         | Título original                              | Idioma      | Direção                 | Resultado    |
| ------------------ | ---------------------------- | ------------------------ | -------------------------------------------- | ----------- | ----------------------- | ------------ |
| 1957 (30ª edição)  | Mãe Índia                    | Mother India             | Mother India (मदर इंडिया)                       | Hindustâni  | Mehboob Khan            | Indicado     |
| 1958 (31.ª edição) |                              | Madhumati                | Madhumati (मधुमती)                             | Hindustâni  | Bimal Roy               | Não indicado |
| 1959 (32nd)        | O Mundo de Apu               | O Mundo de Apu           | Apur sansar (অপুর সংসার)                        | Bengali     | Satyajit Ray            | Não indicado |
| 1962 (35.ª edição) |                              | Sahib Bibi Aur Ghulam    | Sahib Bibi Aur Ghulam (साहिब बीबी और ग़ुलाम)        | Hindustâni  | Abrar Alvi              | Não indicado |
| 1963 (36.ª edição) | A Grande Cidade              | Metropolis               | Mahanagar (মহানগর)                            | Bengali     | Satyajit Ray            | Não indicado |
| 1965 (38.ª edição) |                              | The Guide                | Guide (गाइड)                                  | Hindi       | Vijay Anand             | Não indicado |
| 1966 (39.ª edição) |                              | Amrapali                 | Amrapali (अम्रपल्ली)                            | Hindi       | Lekh Tandon             | Não indicado |
| 1967 (40ª edição)  |                              | The Last Letter          | Aakhri Khat (आखरी ख़त)                         | Hindi       | Chetan Anand            | Não indicado |
| 1968 (41.ª edição) |                              | Elder Sister             | Majhli Didi (मझली दीदी)                         | Hindi       | Hrishikesh Mukherjee    | Não indicado |
| 1969 (42.ª edição) |                              | Deiva Magan              | Deiva Magan (தெய்வ மகன்)                        | Tâmil       | A. C. Tirulokchandar    | Não indicado |
| 1971 (44.ª edição) |                              | Reshma Aur Shera         | Reshma Aur Shera (रेशमा और शेरा)                 | Hindi       | Sunil Dutt              | Não indicado |
| 1972 (45.ª edição) |                              | Uphaar                   | Uphaar (उपहार)                                | Hindi       | Sudhendu Roy            | Não indicado |
| 1973 (46.ª edição) |                              | Saudagar                 | Saudagar (सौदागर)                              | Hindi       | Sudhendu Roy            | Não indicado |
| 1974 (47.ª edição) | Ventos Quentes               | Hot Winds                | Garam Hawa (گرم ہوا)                         | Urdu        | M. S. Sathyu            | Não indicado |
| 1977 (50ª edição)  |                              | Manthan                  | Manthan (मंथन)                                | Hindi       | Shyam Benegal           | Não indicado |
| 1978 (51.ª edição) | Os Jogadores do Fracasso     | The Chess Players        | Shatranj Ke Khilari (शतरंज के खिलाड़ी)             | Hindustâni  | Satyajit Ray            | Não indicado |
| 1980 (53.ª edição) |                              | Payal Ki Jhankaar        | Payal Ki Jhankaar (पायल की झंकार)                | Hindi       | Satyen Bose             | Não indicado |
| 1984 (57.ª edição) |                              | Saaransh                 | Saaransh (सारांश)                               | Hindi       | Mahesh Bhatt            | Não indicado |
| 1985 (58.ª edição) |                              | Saagar                   | Saagar (सागर)                                 | Hindi       | Ramesh Sippy            | Não indicado |
| 1986 (59.ª edição) |                              | Swati Mutyam             | Swati Mutyam (స్వాతి ముత్యం)                       | Telugo      | Kasinadhuni Viswanath   | Não indicado |
| 1987 (60ª edição)  |                              | Nayakan                  | Nayakan (நாயகன்)                               | Tâmil       | Mani Ratnam             | Não indicado |
| 1988 (61.ª edição) | Salaam Bombay!               | Salaam Bombay!           | Salaam Bombay! (सलाम बॉम्बे)                     | Hindi       | Mira Nair               | Indicado     |
| 1989 (62.ª edição) |                              | Parinda                  | Parinda (परिंदा)                                | Hindi       | Vidhu Vinod Chopra      | Não indicado |
| 1990 (63.ª edição) |                              | Anjali                   | Anjali (அஞ்சலி)                                | Tâmil       | Mani Ratnam             | Não indicado |
| 1991 (64.ª edição) |                              | Henna                    | Henna (حنا)                                  | Hindustâni  | Randhir Kapoor          | Não indicado |
| 1992 (65.ª edição) |                              | Thevar Magan             | Thevar Magan (தேவர் மகன்)                       | Tâmil       | Bharathan               | Não indicado |
| 1993 (66.ª edição) |                              | Rudaali                  | Rudaali (रुदाली)                                | Hindi       | Kalpana Lajmi           | Não indicado |
| 1994 (67.ª edição) | Rainha Bandida               | Bandit Queen             | Bandit Queen (बैंडिट क्वीन)                       | Hindi       | Shekhar Kapur           | Não indicado |
| 1995 (68.ª edição) |                              | Kuruthipunal             | Kuruthipunal (குருதிப்புனல்)                       | Tâmil       | P. C. Sreeram           | Não indicado |
| 1996 (69.ª edição) |                              | Indian                   | Indian (இந்தியன்)                               | Tâmil       | S. Shankar              | Não indicado |
| 1997 (70ª edição)  |                              | Guru                     | Guru (ഗുരു)                                    | Malaiala    | Rajiv Anchal            | Não indicado |
| 1998 (71.ª edição) |                              | Jeans                    | Jeans (ஜீன்ஸ்)                                  | Tâmil       | S. Shankar              | Não indicado |
| 1999 (72.ª edição) | Terra                        | Earth                    | 1947: Earth (1947: अर्थ)                      | Hindi       | Deepa Mehta             | Não indicado |
| 2000 (73.ª edição) |                              | Hey Ram                  | Hey Ram (ஹே ராம் हे राम)                          | Tâmil Hindi | Kamal Haasan            | Não indicado |
| 2001 (74.ª edição) | Lagaan: Era uma Vez na Índia | Lagaan                   | Lagaan (लगान)                                 | Hindi       | Ashutosh Gowariker      | Indicado     |
| 2002 (75.ª edição) | Devdas                       | Devdas                   | Devdas (देवदास)                                | Hindi       | Sanjay Leela Bhansali   | Não indicado |
| 2004 (77.ª edição) |                              | The Breath               | Shwaas (श्वास)                                 | Marata      | Sandeep Sawant          | Não indicado |
| 2005 (78.ª edição) |                              | Riddle                   | Paheli (पहेली)                                 | Hindi       | Amol Palekar            | Não indicado |
| 2006 (79.ª edição) | Pinte de Açafrão             | Rang De Basanti          | Rang De Basanti (रंग दे बसंती)                   | Hindi       | Rakeysh Omprakash Mehra | Não indicado |
| 2007 (80ª edição)  |                              | Eklavya: The Royal Guard | Eklavya: The Royal Guard (एकलव्य – दी रॉयल गार्ड) | Hindi       | Vidhu Vinod Chopra      | Não indicado |
| 2008 (81.ª edição) | Como Estrelas na Terra       | Like Stars on Earth      | Taare Zameen Par (तारे ज़मीन पर)                 | Hindi       | Aamir Khan              | Não indicado |
| 2009 (82.ª edição) | Filmando Harishchandra       | Harishchandra's Factory  | Harishchandrachi Factory (हरिश्‍चंद्राची फॅक्टरी)       | Marata      | Paresh Mokashi          | Não indicado |
| 2010 (83.ª edição) | Peepli Ao Vivo               | Peepli Live              | Peepli Live (लाइव)                            | Hindi       | Anusha Rizvi            | Não indicado |
| 2011 (84.ª edição) | Abu, Filho de Adão           | Abu, Son of Adam         | Adaminte Makan Abu (ആദാമിന്റെ മകൻ അബു)            | Malaiala    | Salim Ahamed            | Não indicado |
| 2012 (85.ª edição) | Barfi!                       | Barfi!                   | Barfi! (बर्फी!)                                | Hindi       | Anurag Basu             | Não indicado |
| 2013 (86.ª edição) | A Boa Estrada                | The Good Road            | The Good Road (ધી ગુડ રોડ)                      | Guzerate    | Gyan Correa             | Não indicado |
| 2014 (87.ª edição) | A Face do Mentiroso          | Liar's Dice              | Liar's Dice (लायर्स डाइस)                       | Hindi       | Geetu Mohandas          | Não indicado |
| 2015 (88.ª edição) | Tribunal                     | Court                    | Court (कोर्ट)                                  | Marata      | Chaitanya Tamhane       | Não indicado |
| 2016 (89.ª edição) | Visaranai                    | Visaranai                | Visaranai (விசாரணை)                             | Tâmil       | Vetrimaaran             | Não indicado |
| 2017 (90th)        | Newton                       | Newton                   | Newton (न्यूटन)                                | Hindi       | Amit V Masurkar         | Não indicado |
| 2018 (91.ª edição) |                              | Village Rockstars        | Village Rockstars                            | Assamesa    | Rima Das                | Não indicado |
| 2019 (92.ª edição) | Gully Boy                    | Gully Boy                | Gully Boy (गली बॉय)                            | Hindi       | Zoya Akhtar             | Não indicado |
| 2020 (93.ª edição) | Jallikattu                   | Jallikattu               | Jallikattu (ജെല്ലിക്കെട്ട്)                         | Malaiala    | Lijo Jose Pellissery    | Pendente     |